# BMW Welt

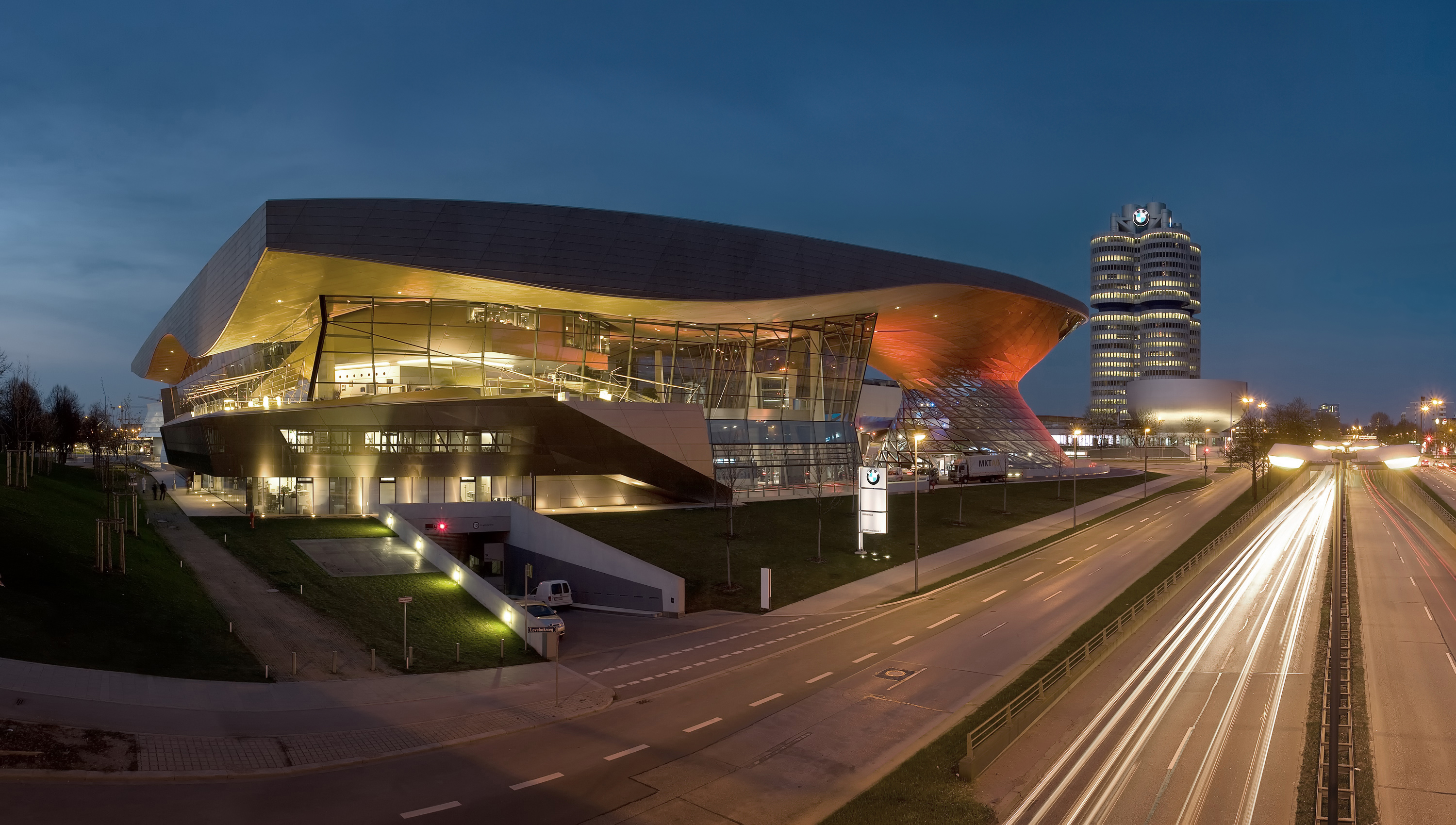
BMW Welt em Munique, Alemanha.

BMW Welt é um edifício multi-funcional, onde os clientes da marca BMW podem visitar e conhecer um pouco mais da marca e dos produtos que oferece. Este edifício caracteriza-se pela inovação, tecnologia e progresso, que é uma imagem que a marca quer passar para o exterior. Localiza-se em Munique, na Alemanha perto do museu da BMW. 

## Design e construção

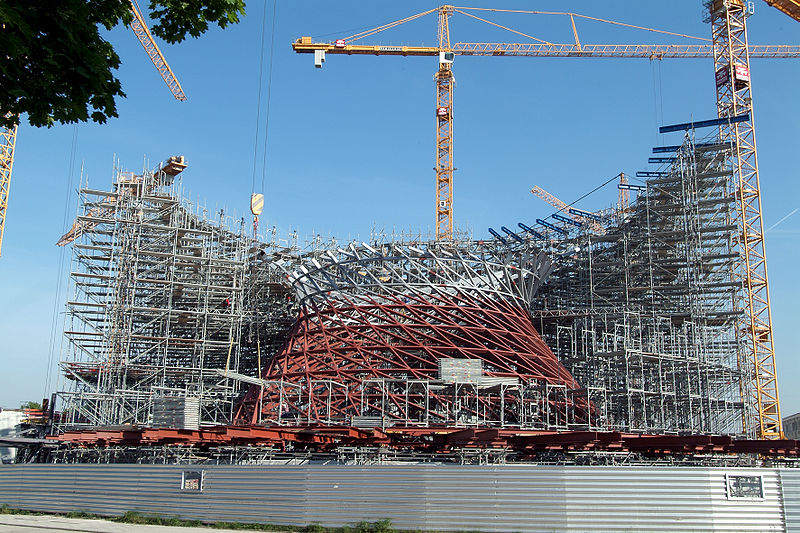
Desenhado pela cooperativa de arquitectos Himmelb(l)au para a BMW Group

Desenhado pela cooperativa de arquitectos  Himmelb(l)au para a BMW Group. A construção começou a Agosto de 2003 tendo terminado no Verão de 2007. Originalmente concebido para se inaugurar no campeonato mundial de 2006, contudo derivado a alguns atrasos não se concretizou, sendo só inaugurado a 17 de Outubro de 2007 tendo as entregas começado a 23 desse mês. O primeiro cliente a ter a honra de receber a primeira entrega foi Jonathan Spira. Tal como foi referido a marca está a apostar em medidas inovadoras e amigas do ambiente, portanto o seu edifício não podia fugir á regra. O telhado do edifício possui painéis solares tendo a capacidade de criar 800 kwatts de energia solar.

## Serviços
Derivado á proximidade com o museu BMW e com a sede principal da BMW, a BMW Welt possibilita uma comunicação entre os vários edifícios, oferecendo um inteiro conhecimento da marca. BMW Welt foca-se no dialogo com os clientes e com os visitantes apresentando os vários carros da marca, realizando a distribuição dos veículos, e apresenta as características que um coleccionador procura na marca, sendo um local apetecível de visitar. A BMW Welt oferece também lojas com os produtos e acessórios BMW, como também um restaurante gastronómico. Para alem de tudo isto possui um centro de congressos.

## Galeria

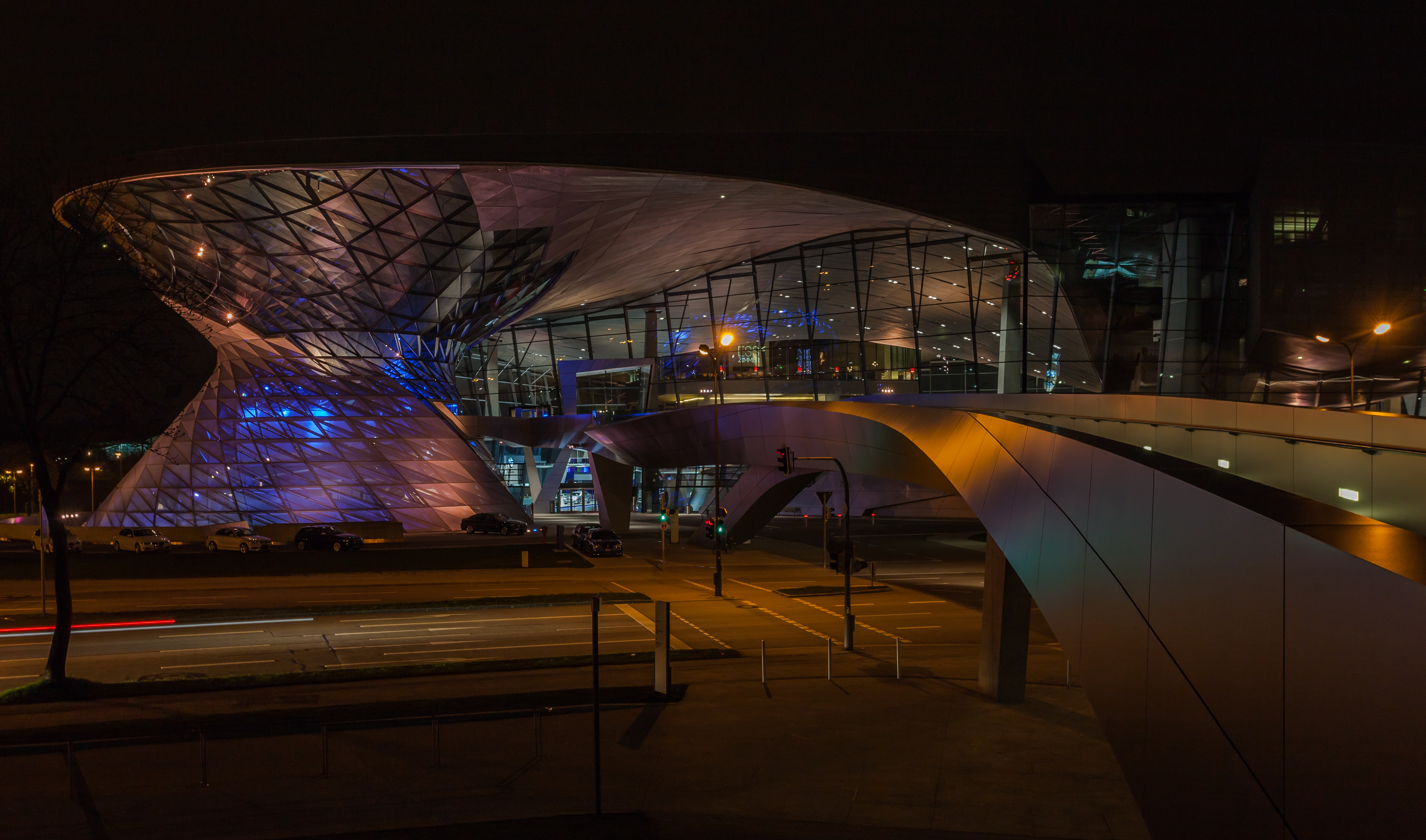
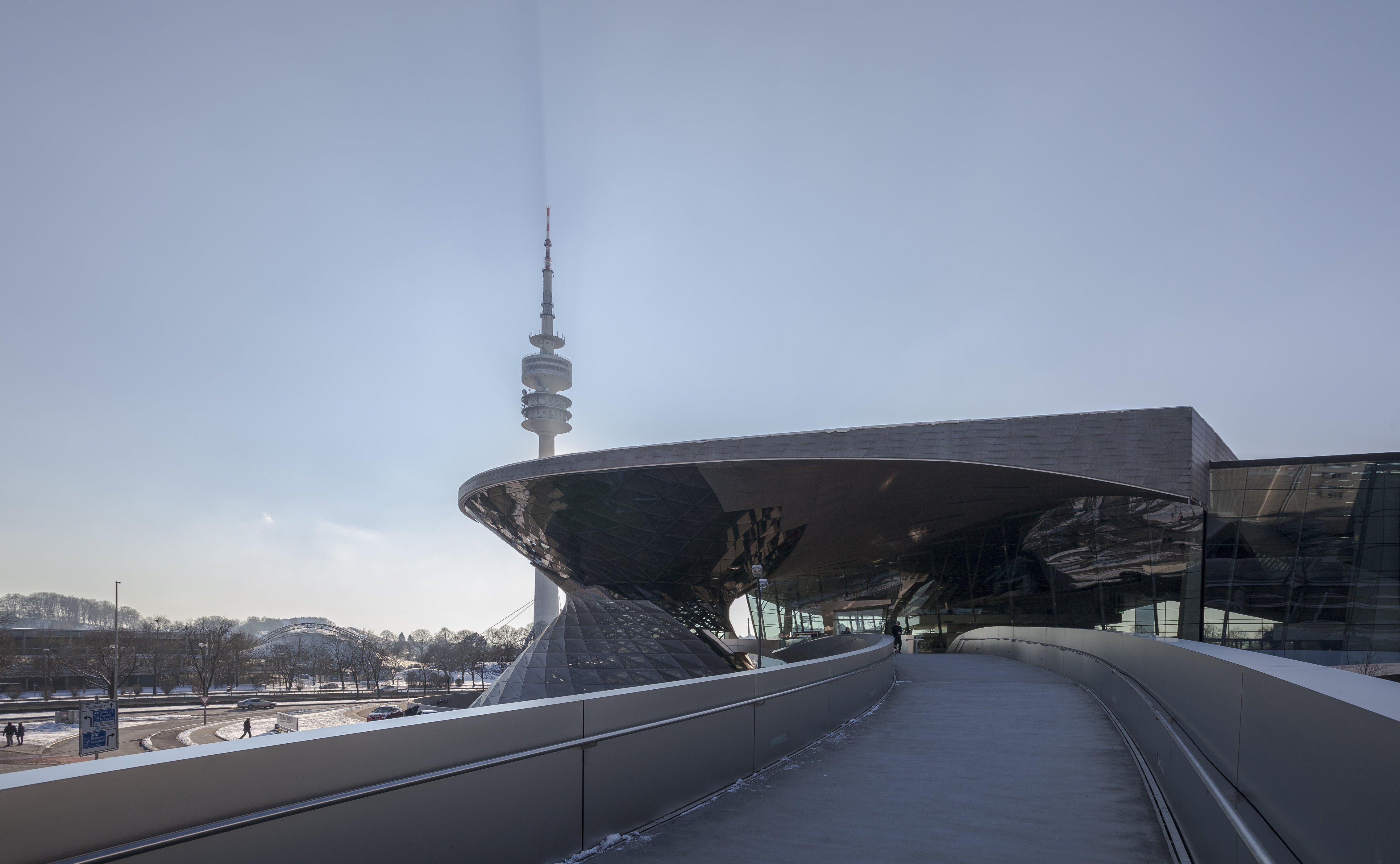
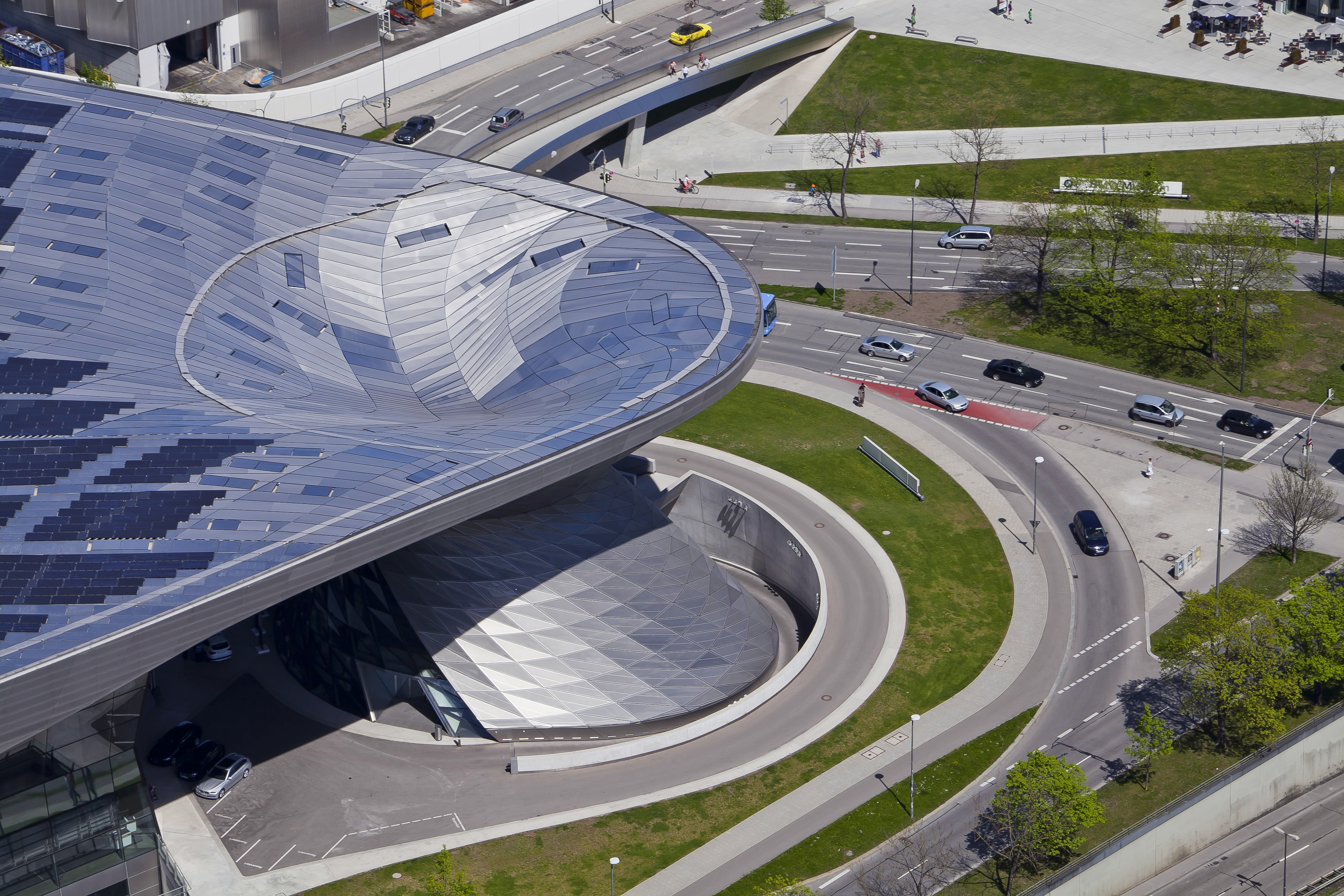
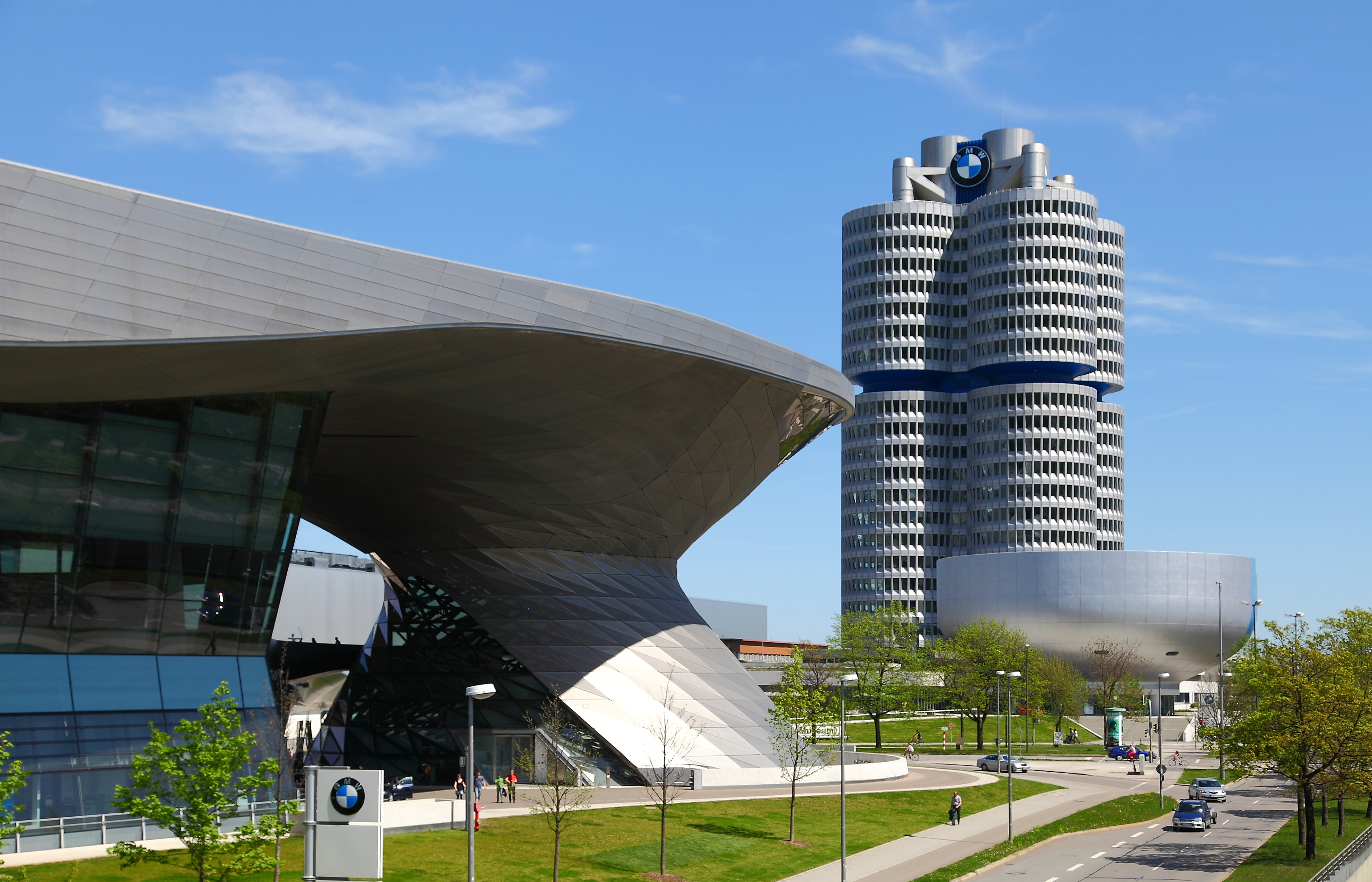
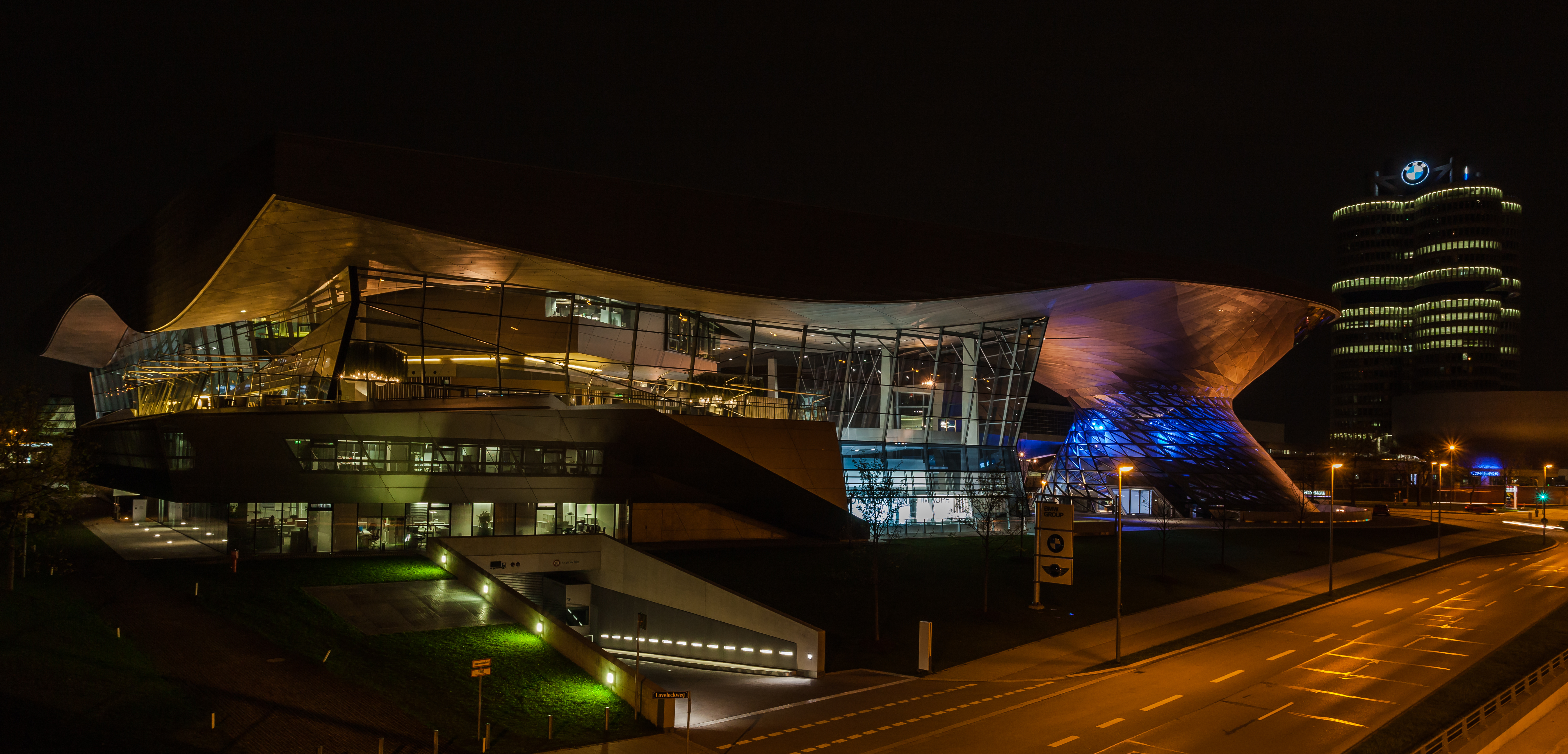
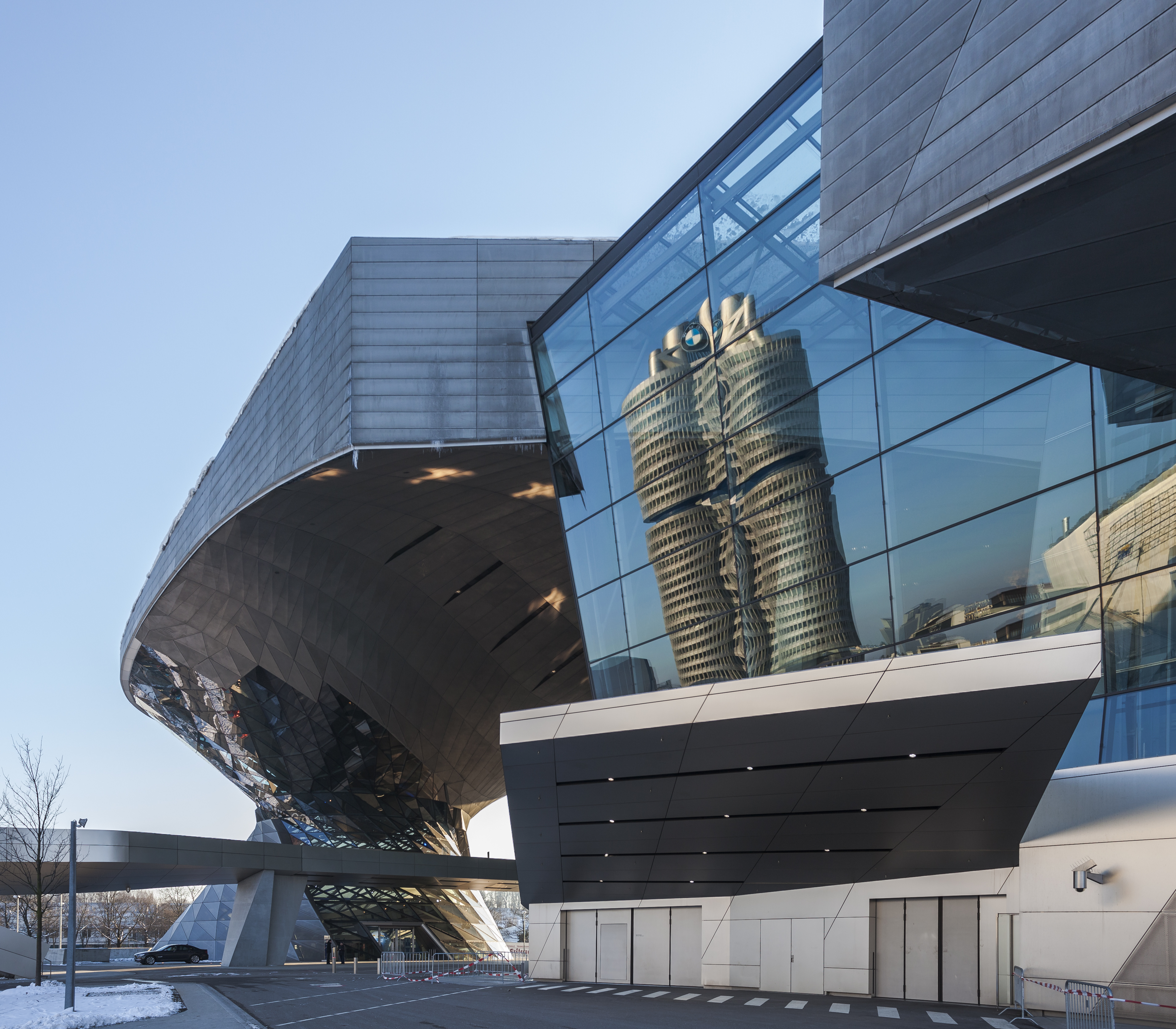
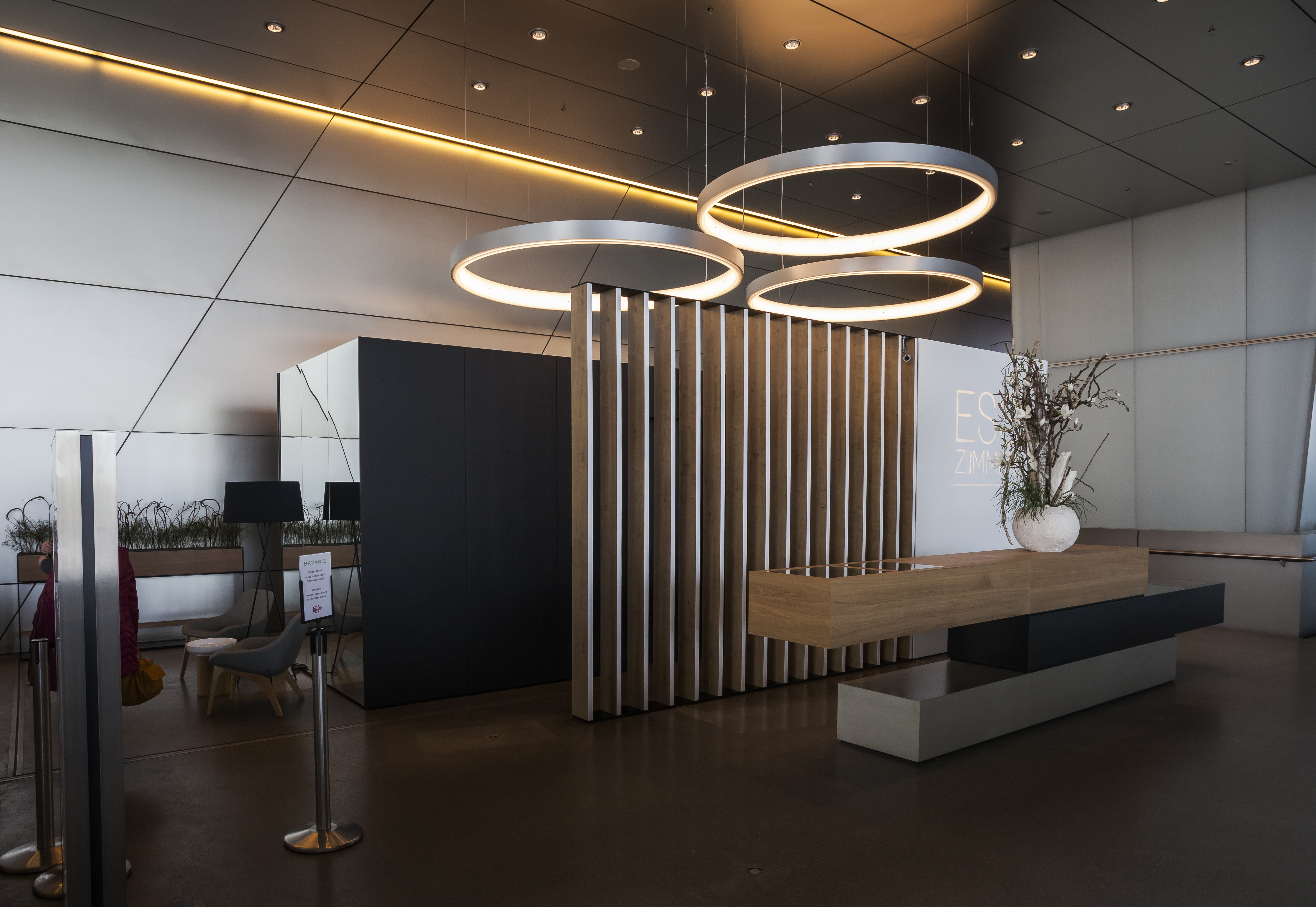
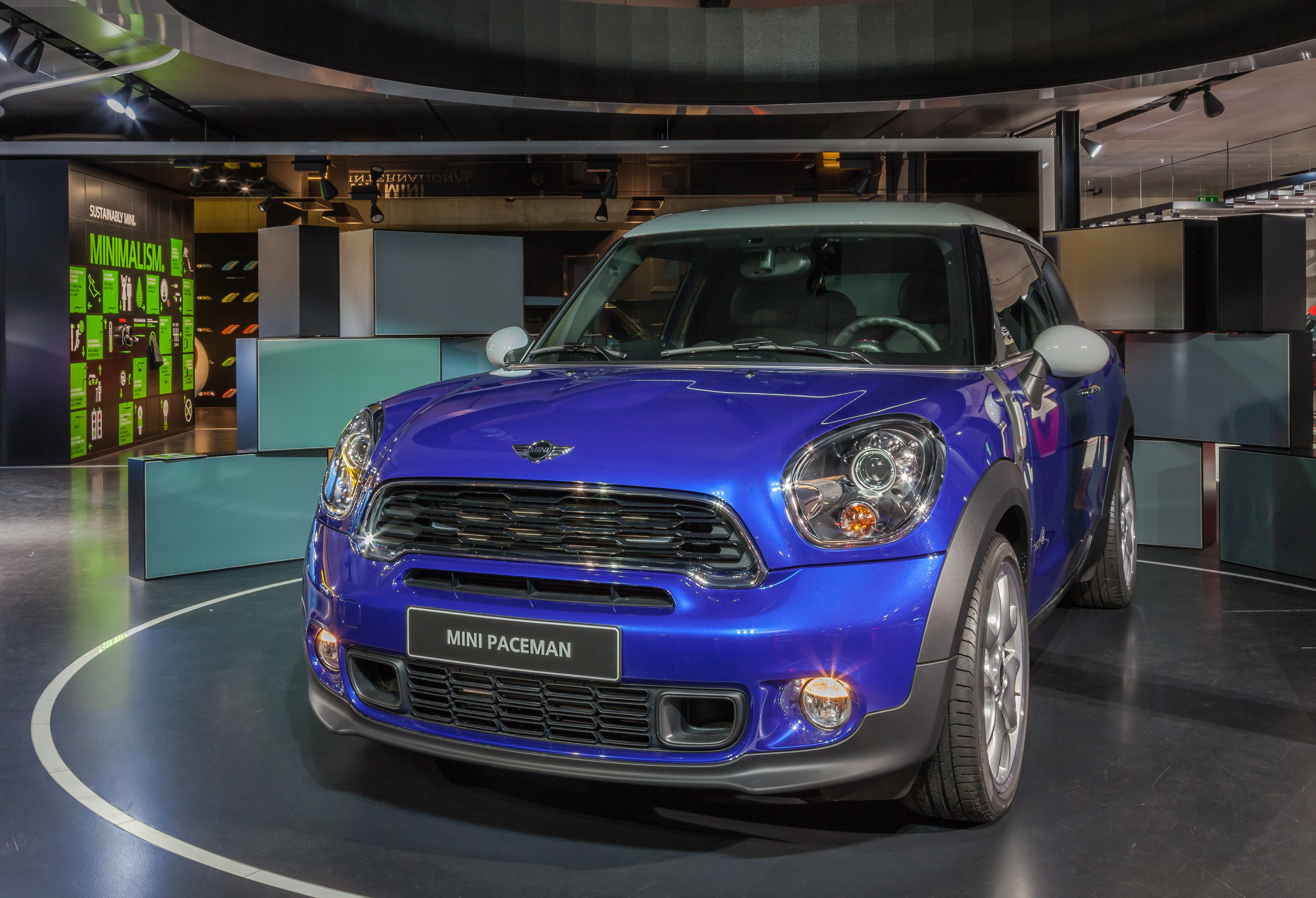